# Bombylius iranicus
Bombylius iranicus är en tvåvingeart som beskrevs av Paramonov 1940. Bombylius iranicus ingår i släktet Bombylius och familjen svävflugor. Inga underarter finns listade i Catalogue of Life.